# Nair Opromolla
Nair Opromolla de Araújo (São Paulo, 11 de março de 1914 — ?, 1982) foi uma pintora e artista plástica brasileira.  

## Biografia
Nair Opromolla nasceu na cidade de São Paulo no dia 11 de março de 1914.

### Carreira
Nair Opromolla participou de várias edições do Salão Paulista de Belas Artes, entre 1939 e 1954. Tem sua obra exposta em vários museus brasileiros, incluindo o Museu do Ipiranga e o Museu de Arte de Ribeirão Preto Pedro Manuel-Gismondi, onde aliás tem uma ala expositiva completa. Obras no Museu do Ipiranga foram encomendadas por Afonso Taunay, diretor da instituição no contexto do Programa Decorativo, em especial Monstro fluvial e Canoa fantasma. Ambas foram realizadas a partir de relatos descritos nos diários de expedição de Juzarte e Ulrico Schmidel, dois europeus que vieram à América — o primeiro partiu em expedição, a partir do Porto de Araritaguaba, em 1769 e o segundo que chegou ao continente em 1534.
Na produção de Opromolla, destacam-se seus autorretratos, em que estuda aspectos de seu envelhecimento. Em algumas de suas pinturas, Nair partiu de lendas narradas e, para a sua realização, o próprio Afonso d’Escragnolle Taunay teria lhe dado instruções minuciosas, como se lê na correspondência de 27 de agosto de 1943:
| “ | Prezada D. Nair, Não sei se me fiz compreender a proposta do Bicho Grande do Poço de Pirataraca no Tietê de que falam os cronistas. Imagino o quadro assim: [...] Num ambiente muito enevoado (como o da Partida da Monção) os homens do canoão em atitude de susto, de pé, com a mão sobre a testa, procurando ver através da bruma olham para a aparição atônitos. Como representação do monstro pode a Snra. esboçar uma cobra de enorme tamanho muito grossa quase perpendicular sobre o plano das águas em que ela escancarando olhos enormes de acordo com o que (...) Ulrico Schimidel disse segundo lhe contavam os índios viver à margem do Tietê e era imensa. [...] 15 Arquivo Permanente do Museu Paulista/Fundo Museu Paulista: Série Correspondências, pasta 190. O fac (...) Na Sala das Monções do Museu a Snra. encontrará todos os documentos necessários à composição do croquis.oq Prezada D. Nair, Não sei se me fiz compreender a proposta do Bicho Grande do Poço de Pirataraca no Tietê de que falam os cronistas. Imagino o quadro assim: [...] Num ambiente muito enevoado (como o da Partida da Monção) os homens do canoão em atitude de susto, de pé, com a mão sobre a testa, procurando ver através da bruma olham para a aparição atônitos. Como representação do monstro pode a Snra. esboçar uma cobra de enorme tamanho muito grossa quase perpendicular sobre o plano das águas em que ela escancarando olhos enormes de acordo com o que (...) Ulrico Schimidel disse segundo lhe contavam os índios viver à margem do Tietê e era imensa. [...] 15 Arquivo Permanente do Museu Paulista/Fundo Museu Paulista: Série Correspondências, pasta 190. O fac (...) Na Sala das Monções do Museu a Snra. encontrará todos os documentos necessários à composição do croquis. | ” |

## Lista de pinturas
| Nome da obra                                         | Data                   | Materiais utilizados   | Coleção                                              | Referência |
| ---------------------------------------------------- | ---------------------- | ---------------------- | ---------------------------------------------------- | ---------- |
| Parada na Várzea de Santo Amaro, 1827                | 1943                   | tinta a óleo           | Coleção Museu Paulista Coleção Nair Opromolla Araújo | [ 7 ]      |
| Taubaté e Convento de Santa Clara, 1835              | 1944                   | tinta a óleo           | Coleção Museu Paulista Coleção Nair Opromolla Araújo | [ 8 ]      |
| Mogi das Cruzes, 1835                                | 1944                   | tinta a óleo           | Coleção Museu Paulista Coleção Nair Opromolla Araújo | [ 9 ]      |
| Vista de Itu, 1827                                   | século XX              | tinta a óleo           | Coleção Museu Paulista Coleção Nair Opromolla Araújo | [ 10 ]     |
| Tropeiro paulista, 1835                              | 1944                   | tinta a óleo           | Coleção Museu Paulista Coleção Nair Opromolla Araújo | [ 11 ]     |
| Pedinchão de esmolas sacras, 1835                    | 1944                   | tinta a óleo           | Coleção Museu Paulista Coleção Nair Opromolla Araújo | [ 12 ]     |
| Português trinta botões, 1835                        | 1944                   | tinta a óleo           | Coleção Museu Paulista Coleção Nair Opromolla Araújo | [ 13 ]     |
| Índio de ponche, 1835                                | século XX              | tinta a óleo           | Coleção Museu Paulista Coleção Nair Opromolla Araújo | [ 14 ]     |
| Elegante paulista, 1836                              | 1944                   | tinta a óleo           | Coleção Museu Paulista Coleção Nair Opromolla Araújo |            |
| Tipo Popular, 1835                                   | 1944                   | tinta a óleo           | Coleção Museu Paulista Coleção Nair Opromolla Araújo | [ 15 ]     |
| Cafusa de Jacareí                                    | 1944                   | algodão tinta a óleo   | Coleção Museu Paulista Coleção Nair Opromolla Araújo | [ 16 ]     |
| Mulher Papuda de Jacareí                             | 1944                   | tinta a óleo           | Coleção Museu Paulista Coleção Nair Opromolla Araújo | [ 17 ]     |
| Retrato de Libero Badaró                             | 1945                   | tinta a óleo           | Coleção Museu Paulista Coleção Nair Opromolla Araújo | [ 18 ]     |
| Tropa em Marcha, Sorocaba                            | 1943                   | tinta a óleo           | Coleção Museu Paulista Coleção Nair Opromolla Araújo | [ 19 ]     |
| Canoa fantasma no Rio Tietê                          | século XX              | tinta a óleo           | Coleção Museu Paulista Coleção Nair Opromolla Araújo | [ 20 ]     |
| Monstro fluvial Piracangava                          | século XX              | tinta a óleo           | Coleção Museu Paulista Coleção Nair Opromolla Araújo | [ 21 ]     |
| Anchieta entre os índios                             | janeiro de 1939        | tinta a óleo           | Coleção Museu Paulista Coleção Nair Opromolla Araújo | [ 22 ]     |
| A defesa de S. Paulo contra os índios confederados   | julho de 1939          | tinta a óleo           | Coleção Museu Paulista Coleção Nair Opromolla Araújo | [ 23 ]     |
| D. Pedro proclamando a Independência                 | 19 de maio de 1940     | eucatex tinta a óleo   | Coleção Museu Paulista Coleção Nair Opromolla Araújo | [ 24 ]     |
| Morte de Moema                                       | 12 de agosto de 1940   | eucatex tinta a óleo   | Coleção Museu Paulista Coleção Nair Opromolla Araújo | [ 25 ]     |
| Martim Afonso de Souza com João Ramalho              | 6 de setembro de 1940  | eucatex tinta a óleo   | Coleção Museu Paulista Coleção Nair Opromolla Araújo | [ 26 ]     |
| Caça aos índios                                      | 17 de julho de 1939    | eucatex tinta a óleo   | Coleção Museu Paulista Coleção Nair Opromolla Araújo | [ 27 ]     |
| A chegada de Martim Afonso de Souza                  | 4 de setembro de 1939  | eucatex tinta a óleo   | Coleção Museu Paulista Coleção Nair Opromolla Araújo | [ 28 ]     |
| A paz entre os Pires e os Carmargos                  | 15 de outubro de 1939  | eucatex tinta a óleo   | Coleção Museu Paulista Coleção Nair Opromolla Araújo | [ 29 ]     |
| Descoberta do ouro                                   | 1939                   | eucatex tinta a óleo   | Coleção Museu Paulista Coleção Nair Opromolla Araújo | [ 30 ]     |
| Um aspecto da Guerra dos Emboabas                    | outubro de 1938        | eucatex tinta a óleo   | Coleção Museu Paulista Coleção Nair Opromolla Araújo | [ 31 ]     |
| Naufrágio de Caramurú                                | 5 de maio de 1940      | eucatex tinta a óleo   | Coleção Museu Paulista Coleção Nair Opromolla Araújo | [ 32 ]     |
| Aclamação de Amador Bueno                            | 21 de março de 1941    | madeira tinta a óleo   | Coleção Museu Paulista Coleção Nair Opromolla Araújo | [ 33 ]     |
| Anchieta entre as crianças                           | 28 de abril de 1940    | eucatex tinta a óleo   | Coleção Museu Paulista Coleção Nair Opromolla Araújo | [ 34 ]     |
| Chegada de Martim Afonso de Souza                    | 10 de outubro de 1938  | eucatex tinta a óleo   | Coleção Museu Paulista Coleção Nair Opromolla Araújo | [ 35 ]     |
| João Ramalho e a construção da Vila de Santo André   | 31 de agosto de 1940   | eucatex tinta a óleo   | Coleção Museu Paulista Coleção Nair Opromolla Araújo | [ 36 ]     |
| Trabalho                                             | 30 de maio de 1938     | madeira tinta a óleo   | Coleção Museu Paulista Coleção Nair Opromolla Araújo | [ 37 ]     |
| 1º de abril de 1641                                  | 4 de abril de 1941     | eucatex tinta a óleo   | Coleção Museu Paulista Coleção Nair Opromolla Araújo | [ 38 ]     |
| Descobrimento do Brasil                              | 18 de março de 1939    | cartolina tinta a óleo | Coleção Museu Paulista Coleção Nair Opromolla Araújo | [ 39 ]     |
| João Ramalho em Santo André                          | 19 de abril de 1939    | eucatex tinta a óleo   | Coleção Museu Paulista Coleção Nair Opromolla Araújo | [ 40 ]     |
| Mercado Colonial                                     | 28 de março de 1939    | madeira tinta a óleo   | Coleção Museu Paulista Coleção Nair Opromolla Araújo |            |
| Amador Bueno                                         | 14 de março de 1938    | madeira tinta a óleo   | Coleção Museu Paulista Coleção Nair Opromolla Araújo |            |
| Retirada de Laguna                                   | novembro de 1940       | madeira tinta a óleo   | Coleção Museu Paulista Coleção Nair Opromolla Araújo | [ 41 ]     |
| A partida da Monção                                  | outubro de 1940        | madeira tinta a óleo   | Coleção Museu Paulista Coleção Nair Opromolla Araújo | [ 42 ]     |
| A partida para a Guerra dos Emboabas                 | agosto de 1941         | eucatex tinta a óleo   | Coleção Museu Paulista Coleção Nair Opromolla Araújo | [ 43 ]     |
| Primeira missa no Brasil                             | 27 de março de 1939    | eucatex tinta a óleo   | Coleção Museu Paulista Coleção Nair Opromolla Araújo | [ 44 ]     |
| Bartolomeu Lourenço de Gusmão - Experiência do Balão | 29 de maio de 1939     | eucatex tinta a óleo   | Coleção Museu Paulista Coleção Nair Opromolla Araújo | [ 45 ]     |
| Festa colonial                                       | 22 de maio de 1939     | eucatex tinta a óleo   | Coleção Museu Paulista Coleção Nair Opromolla Araújo | [ 46 ]     |
| A subida da Serra do Mar - Tempo Colonial            | 16 de março de 1940    | eucatex tinta a óleo   | Coleção Museu Paulista Coleção Nair Opromolla Araújo | [ 47 ]     |
| Destruição de Guaíra                                 | julho de 1941          | madeira tinta a óleo   | Coleção Museu Paulista Coleção Nair Opromolla Araújo | [ 48 ]     |
| Canudos                                              | setembro de 1941       | eucatex tinta a óleo   | Coleção Museu Paulista Coleção Nair Opromolla Araújo | [ 49 ]     |
| Martim Afonso de Souza                               | 4 de abril de 1940     | eucatex tinta a óleo   | Coleção Museu Paulista Coleção Nair Opromolla Araújo | [ 50 ]     |
| Pouso no Sertão                                      | década de 1930         | eucatex tinta a óleo   | Coleção Museu Paulista Coleção Nair Opromolla Araújo | [ 51 ]     |
| Praça da Sé, 1830                                    | década de 1930         | eucatex tinta a óleo   | Coleção Museu Paulista Coleção Nair Opromolla Araújo | [ 52 ]     |
| A defesa de São Paulo contra os índios confederados  | 2 de abril de 1948     | eucatex tinta a óleo   | Coleção Museu Paulista Coleção Nair Opromolla Araújo | [ 53 ]     |
| Rendição de Guaíra                                   | 16 de setembro de 1939 | eucatex tinta a óleo   | Coleção Museu Paulista Coleção Nair Opromolla Araújo | [ 54 ]     |
| Festa entre os índios                                | 6 de agosto de 1940    | madeira tinta a óleo   | Coleção Museu Paulista Coleção Nair Opromolla Araújo | [ 55 ]     |
| Procissão no Paço Municipal                          | 22 de setembro de 1940 | eucatex tinta a óleo   | Coleção Museu Paulista Coleção Nair Opromolla Araújo | [ 56 ]     |
| Naufrágio de Caramurú - Retirada do mar pelos índios | novembro de 1938       | tinta a óleo madeira   | Coleção Museu Paulista Coleção Nair Opromolla Araújo | [ 57 ]     |
| Pouso bandeirante na mata                            | 11 de maio de 1940     | eucatex tinta a óleo   | Coleção Museu Paulista Coleção Nair Opromolla Araújo | [ 58 ]     |
| A partida de uma bandeira                            | 3 de maio de 1939      | eucatex tinta a óleo   | Coleção Museu Paulista Coleção Nair Opromolla Araújo | [ 59 ]     |
| Cabeça de um negro                                   | década de 1930         | madeira tinta a óleo   | Coleção Museu Paulista Coleção Nair Opromolla Araújo | [ 60 ]     |
| Bandeiras - Homens retirando                         | 24 de outubro de 1939  | madeira tinta a óleo   | Coleção Museu Paulista Coleção Nair Opromolla Araújo | [ 61 ]     |
| Procissão colonial - Estandarte a frente             | 18 de abril de 1938    | madeira tinta a óleo   | Coleção Museu Paulista Coleção Nair Opromolla Araújo | [ 62 ]     |
| Descoberta do Brasil - Cabral na canoa               | 18 de março de 1941    | cartolina tinta a óleo | Coleção Museu Paulista Coleção Nair Opromolla Araújo | [ 63 ]     |
| A caça ao índio - Bandeirante a cavalo               | 1929                   | madeira tinta a óleo   | Coleção Museu Paulista Coleção Nair Opromolla Araújo | [ 64 ]     |
| João Ramalho no meio dos índios                      | março de 1938          | madeira tinta a óleo   | Coleção Museu Paulista Coleção Nair Opromolla Araújo | [ 65 ]     |
| Antônio Raposo                                       | década de 1930         | eucatex tinta a óleo   | Coleção Museu Paulista Coleção Nair Opromolla Araújo | [ 66 ]     |
| Natureza Morta                                       | 1948                   | tinta a óleo           | Coleção Museu Paulista Coleção Nair Opromolla Araújo | [ 67 ]     |
| Nú                                                   | 1941                   | tinta a óleo           | Coleção Museu Paulista Coleção Nair Opromolla Araújo |            |
| Menina                                               | 1949                   | tinta a óleo           | Coleção Museu Paulista Coleção Nair Opromolla Araújo | [ 68 ]     |
| Rio Grande - Ubatuba                                 | 1958                   | tinta a óleo           | Coleção Museu Paulista Coleção Nair Opromolla Araújo | [ 69 ]     |
| Vista Parcial de São Paulo - Vila Guilherme          | fevereiro de 1944      | tinta a óleo           | Coleção Museu Paulista Coleção Nair Opromolla Araújo | [ 70 ]     |
| Vista do Pari - A partir da residência da artista    | 1947                   | tinta a óleo           | Coleção Museu Paulista Coleção Nair Opromolla Araújo | [ 71 ]     |
| Auto Retrato                                         | 1953                   | tinta a óleo           | Coleção Museu Paulista Coleção Nair Opromolla Araújo |            |
| Retrato da Senhora Guiomar Franco Opromola           | 1939                   | tinta a óleo           | Coleção Museu Paulista Coleção Nair Opromolla Araújo | [ 72 ]     |
| Igreja da Sé de Olinda - Pernambuco                  | 1958                   | tinta a óleo           | Coleção Museu Paulista Coleção Nair Opromolla Araújo | [ 73 ]     |
| Vista de Caxambú - Minas Gerais                      | 1951                   | tinta a óleo           | Coleção Museu Paulista Coleção Nair Opromolla Araújo | [ 74 ]     |
| Mercado Colonial                                     | 30 de março de 1940    | eucatex tinta a óleo   | Coleção Museu Paulista Coleção Nair Opromolla Araújo |            |
| Amador Bueno                                         | 10 de março de 1940    | madeira tinta a óleo   | Coleção Museu Paulista Coleção Nair Opromolla Araújo |            |
| Nú                                                   | 1942                   | tinta a óleo           | Coleção Museu Paulista Coleção Nair Opromolla Araújo |            |